# Cryptanura coxata
Cryptanura coxata là một loài tò vò trong họ Ichneumonidae.